# Жайнак (Акмолинская область)
Жайнак (каз. Жайнақ) — село в Целиноградском районе Акмолинской области Казахстана. Входит в состав Арайлынского сельского округа. Код КАТО — 116655180.

## География
Село расположено на северной части района, на расстоянии примерно 26 километров (по прямой) к северу от административного центра района — села Акмол, в 5 километрах к северо-востоку от административного центра сельского округа — села Арайлы.
Абсолютная высота — 330 метров над уровнем моря.
Ближайшие населённые пункты: село Ынтымак — на севере, село Арайлы — на юго-западе, село Кажымукан — на юге.
Через село проходит Южносибирская железнодорожная магистраль. Имеется одноимённая станция.
Южнее села проходит автодорога республиканского значения — М-36 «Граница РФ (на Екатеринбург) — Алматы; через Костанай, Астана, Караганда».

## Население
В 1989 году население села составляло 80 человек (из них казахи — 48 %, русские — 32 %).

В 1999 году население села составляло 105 человек (55 мужчин и 50 женщин). По данным переписи 2009 года, в селе проживало 140 человек (74 мужчины и 66 женщин).
| Численность населения | Численность населения | Численность населения |
| 1989                  | 1999                  | 2009                  |
| --------------------- | --------------------- | --------------------- |
| 80                    | ↗105                  | ↗140                  |